# ذکایی بیضایی آرانی
میرزا نعمت‌الله بیضائی آرانی، متخلّص به ذکائی، (۱۳۶۵–۱۲۸۲) تذکره‌نویس و شاعر پارسی‌گویِ ایرانی است.

## زندگی
میرزا نعمت‌الله بیضائی در سال ۱۲۸۲ خورشیدی در  شهرستان آران و بیدگل  زاده شد. وی فرزند میرزا محمدرضا (متخلص به ابن روح آرانی)، نوهٔ ملا محمد آرانی (متخلص به روح‌الامین)، برادر ادیب بیضایی آرانی، عموی پرتو بیضایی آرانی و همچنین پدر بهرام بیضایی است. نعمت‌الله بیضائی از بهائیان کاشان بود که در شعر به «ذکایی» تخلص می‌کرد. او حقوق‌دان و مؤسس انجمن ادبی تهران بود.
تحصیلات ابتدایی و متوسطه را در زادگاهش و تهران گذرانید. در خلال خدمت در اداره ثبت اسناد و املاک کشور، در رشته حقوق موفق به اخذ درجه لیسانس شد و تا سال ۱۳۴۲ شمسی در اداره ثبت خدمت کرد. وی که شاعری با ذوق و نکته‌سنج و شعرشناس بود، در سال ۱۳۲۲ انجمن ادبی تهران را تأسیس نمود و این انجمن تا سال ۱۳۵۷ هفته‌ای یکبار در منزلش تشکیل می‌شد. نیز به دعوت انجمن ادبی فرهنگستان یکم به ریاست محمّدتقی بهار، از نیمه سال ۱۳۲۶ در جلسات هفتگی این انجمن شرکت می‌جست.

### انجمن ادبی طهران
ذکائی در سالِ ۱۳۳۰ انجمن ادبی طهران را بنیان نهاد، که تا حدود انقلابِ ۱۳۵۷ فعّال بود، و شعرای بسیاری در آن رفت و آمد داشتند، مثلِ حسین منزوی.

## آثار

### کتاب‌ها
- تذکرهٔ خوان نعمت
- نقدالشعر
- طلیعه آثار انجمن ادبی تهران
- چهل و هشت تن از شعرای معاصر
- مجموعه آثار رامین (مهدی موافق)[۴]
- ید بیضا
- عروض و قافیه
- قصص‌الشعرا یا چهل داستان[۵]
- زنان شاعره
- زندگی میر عزای کاشی
- تذکره شعرای قرن اول بهائی[۶]
- علم بدیع: قافیه و انواع شعر
- فرهنگ لغات متشابه (۱۳۵۹)

### مقالات
از وی ۷۵ عنوان مقاله برجای مانده‌است که در زیر به برخی از آنها اشاره می‌گردد:
- انجمن ادبی حکیم نظامی، مجله شعر، پاییز ۱۳۸۸، شماره ۶۷، صفحهٔ ۴۸
- خاطره‌هایی از تعزیه، مجله تئاتر، بهار ۱۳۸۰، شماره ۲۶، صفحهٔ ۲۰۳
- یک قصیده معجزیه دیگر از میرزا محمدصادق ناطق اصفهانی، مجله وحید، مرداد ۱۳۵۷، شماره ۲۳۷، صفحهٔ ۶۴
- نامه‌ها و اظهارنظرها، مجله وحید، اسفند ۱۳۵۶، شماره ۲۲۷، صفحهٔ ۳
- یادی از شادروان ادیب بیضایی کاشانی، مجله وحید، دی ۱۳۵۶، شماره ۲۲۴، صفحهٔ ۱۴
- یادی از شادروان میرزا احمدخان اشتری و خاطره‌ای از فرهنگستان ایران، مجله وحید، آذر ۱۳۵۶، شماره ۲۲۲، صفحهٔ ۴۲
- اشعار اخلاقی و حکمی شاهنامه فردوسی، مجله وحید، بهمن ۱۳۵۵، شماره ۲۰۱، صفحهٔ ۷۵۴
- ناز او، مجله وحید، آبان ۱۳۵۵، شماره ۱۹۷، صفحهٔ ۴۷۸
- کنگره (شب شعر) در کاشان، مجله وحید، بهمن ۱۳۵۴، شماره ۱۸۸، صفحهٔ ۱۰۶۱
- خواص و آثار حروف الفبا در کلمات، مجله وحید، آذر ۱۳۵۳، شماره ۱۳۲، صفحهٔ ۷۴۶
- نامه وارده، مجله ارمغان، دوره چهل و یکم، مرداد ۱۳۵۱، شماره ۵، صفحهٔ ۳۴۳
- شعرای گمنام (ضیایی آرانی)، مجله وحید، آذر ۱۳۴۷، شماره ۶۰، صفحهٔ ۱۰۸۷
- حقوق بین‌الملل، مجله اخگر، تیر ۱۳۲۷، شماره ۲۸، صفحهٔ ۲۳
- علم بدیع، مجله اخگر، خرداد ۱۳۲۷، شماره ۲۷، صفحهٔ ۲۳

## خدمات فرهنگی
- درخواست مجوز نشریه تعلیم و تربیت و تدریس رایگان درسهای عربی و ادبیات در دبیرستانهای ملی[۸]
- در خاطرات ذکایی بیضایی از دوران کودکی و مدرسه‌رفتن، به تأسیس یک مدرسه توسط فلاح در روستای آران (آران و بیدگل) اشاره شده‌است.[۹]

## پیوندها به بیرون
- آثار ذکایی بیضایی در کتابخانهٔ باز
- چند مقاله از بیضائی در پرتال جامع علوم انسانی